# Departamentul Alibori
Departamentul Alibori este o unitate administrativă de gradul I  a Beninului. Reședința sa este orașul Kandi.